# Takagiana crinita
Takagiana crinita är en insektsart som beskrevs av Irena Dworakowska 1974. Takagiana crinita ingår i släktet Takagiana och familjen dvärgstritar.
Artens utbredningsområde är Kongo. Inga underarter finns listade i Catalogue of Life.